# Persone di nome Julian
| Questa pagina contiene informazioni ricavate automaticamente dalle voci biografiche con l'ausilio del template Bio e di un bot. L'aggiornamento è periodico e automatico e ricostruisce completamente la pagina. Se manca una persona in questa lista, sei pregato di non aggiungerla, ma accertati piuttosto che la sua voce biografica contenga il template Bio e che i dati anagrafici siano correttamente compilati. Se il template Bio manca, inseriscilo tu stesso o, in alternativa, metti l'avviso {{tmp\|Bio}} che ne segnala la mancanza. Se i dati riportati sono sbagliati, correggi direttamente la voce biografica; le modifiche saranno visibili in questa lista entro pochi giorni. Per chiarimenti vedi il progetto antroponimi. La lista contiene solo le 217 persone che sono citate nell'enciclopedia e per le quali è stato implementato correttamente il template Bio. Pagina aggiornata al 6 ago 2025. |

Questa è una lista di persone presenti nell'enciclopedia che hanno il nome Julian, suddivise per attività principale.

## Allenatori di calcio(6)
- Julian Ahmataj, allenatore di calcio e ex calciatore albanese (Elbasan, n. 1979)
- Julian Brahja, allenatore di calcio e ex calciatore albanese (Croia, n. 1980)
- Julian Dicks, allenatore di calcio e ex calciatore inglese (Bristol, n. 1968)
- Julian Koch, allenatore di calcio e ex calciatore tedesco (Schwerte, n. 1990)
- Julian Nagelsmann, allenatore di calcio tedesco (Landsberg am Lech, n. 1987)
- Julian Schuster, allenatore di calcio e ex calciatore tedesco (Bietigheim-Bissingen, n. 1985)

## Allenatori di pallacanestro(1)
- Julian Terrell, allenatore di pallacanestro e ex cestista statunitense (Akron, n. 1984)

## Antropologi(1)
- Julian Steward, antropologo statunitense (Washington, n. 1902 - Urbana, † 1972)

## Arbitri di calcio(1)
- Julian Weinberger, arbitro di calcio austriaco (n. 1985)

## Architetti(1)
- Julian Abele, architetto statunitense (Filadelfia, n. 1881 - Filadelfia, † 1950)

## Arcivescovi cattolici(1)
- Julian Leow Beng Kim, arcivescovo cattolico malese (Seremban, n. 1964)

## Artisti(1)
- Julian Beever, artista britannico (Cheltenham, n. 1958)

## Attivisti(1)
- Julian Grobelny, attivista polacco (Brzeziny, n. 1893 - Mińsk Mazowiecki, † 1944)

## Attori(20)
- Julian Arahanga, attore neozelandese (Raetihi, n. 1972)
- Julian Beck, attore, regista teatrale e poeta statunitense (New York, n. 1925 - New York, † 1985)
- Julian Bleach, attore britannico (Bournemouth, n. 1963)
- Julian de la Celle, attore cinematografico statunitense (Los Angeles, n. 1996)
- Julian Curry, attore britannico (Devon, n. 1937 - † 2020)
- Julian Dennison, attore neozelandese (Lower Hutt, n. 2002)
- Julian Fellowes, attore, sceneggiatore e scrittore britannico (Il Cairo, n. 1949)
- Julian Glover, attore britannico (Londra, n. 1935)
- Julian Hilliard, attore statunitense (Dallas, n. 2011)
- Julian Holloway, attore britannico (Watlington, n. 1944 - Bournemouth, † 2025)
- Julian McMahon, attore australiano (Sydney, n. 1968 - Clearwater, † 2025)
- Julian Sands, attore britannico (Otley, n. 1958 - San Gabriel Mountains, † 2023)
- Julian Morris, attore britannico (Londra, n. 1983)
- Julian Ovenden, attore e cantante britannico (Sheffield, n. 1976)
- Julian Paeth, attore tedesco (Flensburgo, n. 1987)
- Julian Rhind-Tutt, attore britannico (West Drayton, n. 1967)
- Julian Richings, attore inglese (Oxford, n. 1956)
- Julian Wadham, attore britannico (Ware, n. 1958)
- Julian West, attore, giornalista e produttore cinematografico francese (Parigi, n. 1904 - New York, † 1981)
- Julian Works, attore statunitense

## Autori di videogiochi(1)
- Julian Eggebrecht, autore di videogiochi tedesco

## Biatleti(1)
- Julian Eberhard, ex biatleta austriaco (Saalfelden am Steinernen Meer, n. 1986)

## Biologi(1)
- Julian Huxley, biologo, genetista e scrittore britannico (Londra, n. 1887 - Londra, † 1975)

## Calciatori(42)
- Julian Baas, calciatore olandese (Dordrecht, n. 2002)
- Julian Baumgartlinger, ex calciatore austriaco (Salisburgo, n. 1988)
- Julian Brandt, calciatore tedesco (Brema, n. 1996)
- Julian Börner, calciatore tedesco (Weimar, n. 1991)
- Julian Büscher, ex calciatore tedesco (Soest, n. 1993)
- Jeff Chabot, calciatore tedesco (Hanau, n. 1998)
- Julian Draxler, calciatore tedesco (Gladbeck, n. 1993)
- Julian Faye Lund, calciatore norvegese (Oslo, n. 1999)
- Julian Gërxho, ex calciatore albanese (Fier, n. 1985)
- Julian Gjeloshi, ex calciatore albanese (Alessio, n. 1974)
- Julian Gray, ex calciatore inglese (Londra, n. 1979)
- Julian Green, calciatore statunitense (Tampa, n. 1995)
- Julian Gressel, calciatore tedesco (Neustadt, n. 1993)
- Julian Gölles, calciatore austriaco (n. 1999)
- Julian Hansen, ex calciatore faroese (n. 1963)
- Julian Holland, ex calciatore maltese (n. 1952)
- Julian Jeanvier, calciatore guineano (Clichy, n. 1992)
- Julian Jenner, ex calciatore olandese (Delft, n. 1984)
- Julian Joachim, ex calciatore inglese (Peterborough, n. 1974)
- Julian Johnsson, ex calciatore faroese (Tórshavn, n. 1975)
- Julian Justvan, calciatore tedesco (Landshut, n. 1998)
- Julian Korb, calciatore tedesco (Essen, n. 1992)
- Julian Krahl, calciatore tedesco (Forst, n. 2000)
- Julian Kristoffersen, calciatore norvegese (Horten, n. 1997)
- Julian Lelieveld, calciatore olandese (Arnhem, n. 1997)
- Massiah McDonald, calciatore montserratiano (Nottingham, n. 1990)
- Julian Michel, calciatore francese (Échirolles, n. 1992)
- Julian Niehues, calciatore tedesco (Münster, n. 2001)
- Julian Palmieri, calciatore francese (Lione, n. 1986)
- Julian Pollersbeck, calciatore tedesco (Altötting, n. 1994)
- Julián Quiñones, calciatore colombiano (Magüí, n. 1997)
- Julian Rijkhoff, calciatore olandese (Purmerend, n. 2005)
- Julian Ryerson, calciatore norvegese (Lyngdal, n. 1997)
- Julian Schauerte, calciatore tedesco (Lennestadt, n. 1988)
- Julian Smith, calciatore gallese
- Julian Valarino, calciatore gibilterriano (Gibilterra, n. 2000)
- Julian Wade, calciatore dominicense (Roseau, n. 1990)
- Julian Weigl, calciatore tedesco (Bad Aibling, n. 1995)
- Julian Wießmeier, calciatore tedesco (Norimberga, n. 1992)
- Julian Hall, calciatore statunitense (New York, n. 2008)
- Julian von Haacke, calciatore tedesco (Brema, n. 1994)
- Julian von Moos, calciatore svizzero (Salmsach, n. 2001)

## Canottieri(2)
- Joseph Ryan, canottiere statunitense (Brooklyn, n. 1879 - Milton, † 1972)
- Julian Venonsky, canottiere statunitense (n. 1993)

## Cantanti(4)
- Julian Cheung, cantante e attore cinese (Hong Kong, n. 1971)
- Julian Cope, cantante, chitarrista e scrittore gallese (Caerphilly, n. 1957)
- Julian Le Play, cantante austriaco (Vienna, n. 1991)
- Julian Reim, cantante, musicista e ballerino tedesco (Naples, n. 1996)

## Cantautori(2)
- Julian Casablancas, cantautore e musicista statunitense (New York, n. 1978)
- Julian Lennon, cantautore, polistrumentista e fotografo britannico (Liverpool, n. 1963)

## Cestisti(17)
- Julian Albus, cestista tedesco (Tubinga, n. 1992)
- Myron Brown, ex cestista statunitense (McKees Rocks, n. 1969)
- Julian Champagnie, cestista statunitense (Staten Island, n. 2001)
- Julian Gamble, cestista statunitense (Durham, n. 1989)
- Julian Gualtieri, ex cestista sammarinese (Borgo Maggiore, n. 1995)
- Julian Hammond, cestista statunitense (Chicago, n. 1943 - Centennial, † 2022)
- Julian Jacobs, ex cestista statunitense (Las Vegas, n. 1994)
- Julian Jasinski, cestista tedesco (Bochum, n. 1996)
- Julian Khazzouh, ex cestista australiano (Melbourne, n. 1986)
- Julian Mavunga, cestista zimbabwese (Harare, n. 1990)
- Julian Norfleet, ex cestista statunitense (Virginia Beach, n. 1991)
- Julian Phillips, cestista statunitense (Killeen, n. 2003)
- Julian Sensley, ex cestista statunitense (New Orleans, n. 1982)
- Julian Strawther, cestista statunitense (Las Vegas, n. 2002)
- Julian Vaughn, ex cestista statunitense (Fairfax, n. 1988)
- Julian Washburn, cestista statunitense (Houston, n. 1991)
- Julian Wright, ex cestista statunitense (Chicago Heights, n. 1987)

## Chitarristi(3)
- Julian Bream, chitarrista e liutista britannico (Battersea, n. 1933 - Donhead St Andrew, † 2020)
- Pye Hastings, chitarrista e compositore britannico (Ballindalloch, n. 1947)
- Julian Lage, chitarrista e compositore statunitense (Santa Rosa, n. 1987)

## Ciclisti su strada(4)
- Julian Alaphilippe, ciclista su strada e ciclocrossista francese (Saint-Amand-Montrond, n. 1992)
- Julian Kern, ex ciclista su strada tedesco (Eichstetten am Kaiserstuhl, n. 1989)
- Julien Loubet, ex ciclista su strada francese (Tolosa, n. 1985)
- Julian Mertens, ex ciclista su strada belga (Turnhout, n. 1997)

## Combinatisti nordici(1)
- Julian Schmid, combinatista nordico tedesco (Oberstdorf, n. 1999)

## Compositori(2)
- Bear McCreary, compositore e musicista statunitense (Fort Lauderdale, n. 1979)
- Julian Nott, compositore e direttore d'orchestra inglese (Marylebone, n. 1960)

## Critici d'arte(1)
- Julian Spalding, critico d'arte, scrittore e giornalista inglese (Lewisham, n. 1947)

## Danzatori(1)
- Julian Hosking, ballerino britannico (n. 1953 - Londra, † 1989)

## Diplomatici(2)
- Julian Bullard, diplomatico britannico (n. 1928 - † 2006)
- Julian King, diplomatico britannico (Sutton Coldfield, n. 1964)

## Dirigenti sportivi(2)
- Julian Dean, dirigente sportivo, ex ciclista su strada e pistard neozelandese (Waihi, n. 1975)
- Julian Schieber, dirigente sportivo e ex calciatore tedesco (Backnang, n. 1989)

## Disc jockey(1)
- Julian Jordan, disc jockey e produttore discografico olandese (Apeldoorn, n. 1995)

## Discoboli(1)
- Julian Wruck, discobolo australiano (Brisbane, n. 1991)

## Drammaturghi(1)
- Julian Mitchell, drammaturgo e sceneggiatore inglese (Epping, n. 1935)

## Economisti(1)
- Julian Simon, economista statunitense (Newark, n. 1932 - Chevy Chase, † 1998)

## Filosofi(3)
- Julian Baggini, filosofo e giornalista britannico (Dover, n. 1968)
- Julian Nida-Rümelin, filosofo e politologo tedesco (Monaco di Baviera, n. 1954)
- Julian Ochorowicz, filosofo, psicologo e scrittore polacco (Radzymin, n. 1850 - Varsavia, † 1917)

## Fisici(3)
- Julian Barbour, fisico e filosofo britannico (Gerusalemme, n. 1937)
- Julian Chela-Flores, fisico e astrofisico venezuelano (Caracas, n. 1942)
- Julian Schwinger, fisico e matematico statunitense (New York, n. 1918 - Los Angeles, † 1994)

## Generali(7)
- Julian Byng, I visconte Byng di Vimy, generale britannico (Hertsmere, n. 1862 - Thorpe Hall, † 1935)
- Julian Gascoigne, generale britannico (Ashtead, n. 1903 - † 1990)
- Julian Hall, generale britannico (n. 1837 - † 1911)
- Julian von Krynicki, generale austriaco (Zhovtantsi, n. 1829 - Zovtanci, † 1907)
- Julian Scherner, generale tedesco (Bagamoyo, n. 1895 - Niepołomice, † 1945)
- Julian C. Smith, generale statunitense (Elkton, n. 1885 - † 1975)
- Julian Thompson, generale britannico (Regno Unito, n. 1934)

## Giavellottisti(1)
- Julian Weber, giavellottista tedesco (Magonza, n. 1994)

## Ginnasti(1)
- Julian Schmitz, ginnasta e multiplista statunitense (Hoboken, n. 1881 - † 1943)

## Giocatori di football americano(8)
- Julian Blackmon, giocatore di football americano statunitense (Layton, n. 1998)
- Julian Diaz, giocatore di football americano statunitense (Lincoln, n. 1999)
- Julian Dohrendorf, ex giocatore di football americano e allenatore di football americano tedesco (Lubecca, n. 1989)
- Julian Edelman, ex giocatore di football americano statunitense (Redwood City, n. 1986)
- Julian Love, giocatore di football americano statunitense (Westchester, n. 1998)
- Julian Okwara, giocatore di football americano nigeriano (Londra, n. 1997)
- Julian Peterson, ex giocatore di football americano statunitense (Hillcrest Heights, n. 1978)
- Julian Vandervelde, giocatore di football americano statunitense (Fresno, n. 1987)

## Giocatori di poker(1)
- Julian Thew, giocatore di poker inglese (Nottingham)

## Giornalisti(1)
- Julian Reichelt, giornalista tedesco (Amburgo, n. 1980)

## Hockeisti su ghiaccio(1)
- Julian Walker, ex hockeista su ghiaccio svizzero (Berna, n. 1986)

## Imprenditori(1)
- Julian Robertson, imprenditore statunitense (Salisbury, n. 1932 - New York, † 2022)

## Informatici(1)
- Julian Assange, programmatore e attivista australiano (Townsville, n. 1971)

## Musicisti(4)
- Julian Argüelles, musicista e sassofonista britannico (Birmingham, n. 1966)
- Julian Dorio, musicista e batterista statunitense (Atlanta, n. 1981)
- Julian House, musicista e grafico britannico
- Julian Marley, musicista e produttore discografico inglese (Londra, n. 1975)

## Musicologi(1)
- Julian Budden, musicologo e critico musicale inglese (Hoylake, n. 1924 - Firenze, † 2007)

## Pallavolisti(1)
- Julian Zenger, pallavolista tedesco (Wangen im Allgäu, n. 1997)

## Pianisti(4)
- Jools Holland, pianista, musicista e compositore inglese (Londra, n. 1958)
- Junior Mance, pianista e compositore statunitense (Evanston, n. 1928 - New York, † 2021)
- Julian Oliver Mazzariello, pianista inglese (Hatfield, n. 1978)
- Julian Aleksandrovič Skrjabin, pianista e compositore russo (Losanna, n. 1908 - Kiev, † 1919)

## Piloti automobilistici(1)
- Julian Bailey, ex pilota automobilistico britannico (Woolwich, n. 1961)

## Pittori(4)
- Julian Fałat, pittore polacco (Tuligłowy, n. 1853 - Bystra na Śląsku, † 1929)
- Julian Schnabel, pittore e regista statunitense (New York, n. 1951)
- Julian Russell Story, pittore statunitense (Walton-on-Thames, n. 1857 - Filadelfia, † 1919)
- Julian Alden Weir, pittore statunitense (West Point, n. 1852 - New York, † 1919)

## Poeti(5)
- Julian Bell, poeta e scrittore britannico (n. 1908 - † 1937)
- Julian Grenfell, poeta e militare britannico (Londra, n. 1888 - Boulogne-sur-Mer, † 1915)
- Julian Przyboś, poeta polacco (Gwoźnica, n. 1901 - Jaronty, † 1970)
- Julian Tuwim, poeta polacco (Łódź, n. 1894 - Zakopane, † 1953)
- Julian Niemcewicz, poeta, commediografo e politico polacco (Skoki, n. 1758 - Parigi, † 1841)

## Politici(6)
- Julian Borchardt, politico e giornalista tedesco (Bydgoszcz, n. 1868 - Berlino, † 1932)
- Julian Carroll, politico statunitense (n. 1931 - Frankfort, † 2023)
- Julian Dixon, politico statunitense (Washington, n. 1934 - Los Angeles, † 2000)
- Julian Nowak, politico polacco (Okocim, n. 1865 - Cracovia, † 1946)
- Julian Salomons, politico e avvocato britannico (Edgbaston, n. 1835 - Woollahra, † 1909)
- Julian Szymański, politico e oculista polacco (Kielce, n. 1870 - † 1958)

## Produttori cinematografici(1)
- Julian Wintle, produttore cinematografico e produttore televisivo britannico (Liverpool, n. 1913 - Brighton, † 1980)

## Psicologi(2)
- Julian Jaynes, psicologo statunitense (West Newton, n. 1920 - Charlottetown, † 1997)
- Julian B. Rotter, psicologo statunitense (New York, n. 1916 - Mansfield, † 2014)

## Pugili(1)
- Julian Jackson, ex pugile statunitense (Saint Thomas, n. 1960)

## Rapper(2)
- Bausa, rapper tedesco (Saarbrücken, n. 1989)
- Yung Hurn, rapper austriaco (Vienna, n. 1995)

## Registi(2)
- Julian Gilbey, regista, sceneggiatore e montatore britannico (Londra, n. 1979)
- Julian Jarrold, regista britannico (Norwich, n. 1960)

## Rugbisti a 15(3)
- Julian Gardner, ex rugbista a 15 e allenatore di rugby a 15 australiano (Brisbane, n. 1964)
- Julian Huxley, rugbista a 15 australiano (Sydney, n. 1979)
- Julian White, rugbista a 15 britannico (Plymouth, n. 1973)

## Sassofonisti(1)
- Cannonball Adderley, sassofonista statunitense (Tampa, n. 1928 - Gary, † 1975)

## Scacchisti(1)
- Julian Hodgson, scacchista britannico (St Asaph, n. 1963)

## Schermidori(1)
- Julian Velásquez, schermidore argentino (Santa Fe, n. 1920)

## Sciatori alpini(3)
- Julian Giacomelli, ex sciatore alpino italiano (n. 1990)
- Julian Rauchfuss, ex sciatore alpino tedesco (n. 1994)
- Julian Schütter, ex sciatore alpino austriaco (Schladming, n. 1998)

## Scrittori(2)
- Julian Barnes, scrittore britannico (Leicester, n. 1946)
- Julian Symons, scrittore, critico letterario e poeta britannico (Londra, n. 1912 - Kent, † 1994)

## Scrittrici di fantascienza(1)
- Julian May, autrice di fantascienza statunitense (Chicago, n. 1931 - Bellevue, † 2017)

## Scultori(1)
- Julian Voss-Andreae, scultore tedesco (Amburgo, n. 1970)

## Showgirl e showman(1)
- Julian Eltinge, showman, cabarettista e attore statunitense (n. 1881 - New York, † 1941)

## Slittinisti(1)
- Julian von Schleinitz, ex slittinista tedesco (Berchtesgaden, n. 1991)

## Snowboarder(1)
- Julian Lüftner, snowboarder austriaco (Zams, n. 1993)

## Sociologi(1)
- Julian Gumperz, sociologo tedesco (New York, n. 1898 - Gaylordsville, † 1972)

## Sollevatori(1)
- Julian Creus, sollevatore britannico (Liverpool, n. 1917 - Sydney, † 1992)

## Tastieristi(1)
- Julian Colbeck, tastierista e compositore britannico (Aldershot, n. 1952)

## Tennisti(3)
- Julian Cash, tennista britannico (Brighton, n. 1996)
- Julian Knowle, ex tennista austriaco (Lauterach, n. 1974)
- Julian Reister, ex tennista tedesco (Amburgo, n. 1986)

## Triplisti(1)
- Julian Reid, triplista e lunghista giamaicano (Kingston, n. 1988)

## Tuffatori(1)
- Julian Verzotto, tuffatore italiano (Bolzano, n. 2001)

## Velocisti(3)
- Julian Golding, ex velocista britannico (Harlesden, n. 1975)
- Julian Reus, velocista tedesco (Hanau, n. 1988)
- Julian Walsh, velocista giapponese (Kingston, n. 1996)

## Vescovi vetero-cattolici(1)
- Julian Pękala, vescovo vetero-cattolico polacco (n. 1904 - † 1977)

## Violinisti(2)
- Julian Rachlin, violinista e violista austriaco (Vilnius, n. 1974)
- Julian Sitkoveckij, violinista sovietico (Kiev, n. 1925 - Mosca, † 1958)

## Violoncellisti(1)
- Julian Lloyd Webber, violoncellista britannico (n. 1951)

## Wrestler(1)
- Ethan Page, wrestler canadese (Stoney Creek, n. 1989)